# پاتریک ملروز
پاتریک ملروز (انگلیسی: Patrick Melrose) مینی‌سریال پنج قسمتی درامی است که شوتایم و اسکای آتلانتیک در سال ۲۰۱۸ منتشر کرده‌اند.
این سریال بر اساس رمانی از ادوارد سنت آبین ساخته شده و روایتگر ماجراهای زندگی شخصیتی به نام «پاتریک ملروز» با بازی بندیکت کامبربچ است. کسی که از یک کودکی عمیقاً پررنج و گرفتاری در دام مواد مخدر در دوران بزرگسالی، بالاخره طعم بهبودی را می‌چشد.
این سریال در هر یک ساعت بر روی یکی از رمان‌های پاتریک ملروز تمرکز کرده و با نشان دادن لحظات مهم پنج سال از زندگی شخصیت اصلی رمان، داستان را روایت می‌کند. این سریال ماجرای این شخصیت را از یک کودکی پر از آزار به اعتیادش به مواد مخدر و در نهایت ترک آن را نشان می‌دهد.